# Abraham, Martin and John
Abraham, Martin och John är en sång skriven av Dick Holler och först inspelad samt utgiven av Dion år 1968.
Det är en hyllning av fyra mördade amerikaner, vilka alla var ikoner inom samhällsförändring; Abraham Lincoln, Martin Luther King, Jr., John F. Kennedy och Robert F. Kennedy. Sången skrevs i kölvattnet efter morden på King i april och Robert F. Kennedy i juni år 1968.

## Text
I de tre första verserna nämns de olika personerna i låttiteln, till exempel:
''Anybody here, seen my old friend Abraham -
Can you tell me where he's gone?
He freed a lot of people, but it seems the good die young
But I just looked around and he's gone.''
Efter sångens brygga nämns sedan i den fjärde och sista versen Robert «Bobby» Kennedy och avslutas med en beskrivning av honom som går över ett fjäll tillsammans med de andra personerna i låttiteln.

## Inspelning av Dion
Originalversionen som spelades in av Dion är en folkrock-produktion med Phil Gernhard som producent och arrangemang av John Abbott. Nerven i låten är en försiktig oboe och violin som öppnar, därefter dyker en harpa upp på flera ställen i sången, bland annat i slutet. Därtill förekommer även ett flygelhorn, Vinnie Bell och Ralph Casale på gitarr, Nick DeCaro på elektronisk orgel, basgitarr och David Robinson på trummor. Under efterproduktionen av inspelningen kände Dion att sången behövde mer djup och lade på ett spår med sig själv spelande klassisk gitarr, något som är märkbart bland annat under sångens brygga och avslutning.
Sången är ganska olik det rocksound som Dion gjort sig känd för tidigt på 1960-talet och ännu mer olik Holler och Gernhards tidigare samarbete, humorsången «Snoopy vs. the Red Baron» från år 1966.
«Abraham, Martin and John» blev en hitsingel i USA sent år 1968, där den nådde fjärde plats på Billboard Hot 100, och fick en guldskiva av RIAA för över en miljon sålda exemplar. I Kanada toppade den RPM 100 den 25 november 1968. År 2001 blev inspelningen rankad som nummer 248 på RIAA:s lista Songs of the Century. Singeln var även populär bland äldre lyssnare, den nådde åttonde plats i Billboards Easy Listening-undersökning.

## Andra inspelningar
Sången har spelats in i många olika versioner under åren av bland andra: 
- Smokey Robinson & the Miracles år 1969, vilken nådde plats 33 på Billboard och plats 16 på Billboards R&B-lista.
- Andy Williams hade en version på albumet Happy Heart år 1969.
- Marvin Gaye på albumet Thats the Way Love Is år 1970.
- Moms Mabley år 1969.
- Whitney Houston år 1997.

Bon Jovi, Harry Belafonte, Ray Charles och Emmylou Harris har även spelat in och framfört sången.